# Rote Wollbeutelratte

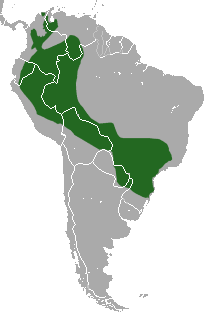
Verbreitungsgebiet

Die Rote Wollbeutelratte (Caluromys lanatus), auch Braunohr-Wollbeutelratte genannt, lebt in einem breiten Band, das diagonal durch Südamerika verläuft. Es beginnt im mittleren Kolumbien, umfasst das westliche und südliche Venezuela, schließt das ostandine Ecuador, Peru und Bolivien und den Westen Brasiliens, sowie das östliche Paraguay mit ein und endet im Süden Brasiliens.

## Merkmale
Die Tiere erreichen eine Kopfrumpflänge von 20 bis 31,9 cm und eine Gesamtlänge von 60 bis 70 cm. Der Schwanz erreicht im Schnitt 140 % der Kopfrumpflänge. Das Gewicht der mittelgroßen Beutelrattenart liegt zwischen 300 und 520 g, wobei Werte, die deutlich über dem niedrigen Wert liegen, eine Ausnahme darstellen. Das dichte, wollige Fell ist hellbraun gefärbt, manchmal auch mit einer grauen oder rötlichen Tönung und einem orangen Färbung auf den Schultern, den Gliedmaßen und auf dem Kopf. Charakteristisch für die Art ist ein mittiger dunkler Streifen auf dem Kopf. Die großen Augen sind nach vorne gerichtet. Das körpernahe Drittel des Greifschwanzes ist behaart, der Rest nackt. In Anpassung an eine vor allem herbivore Ernährung sind Blinddarm und Enddarm besonders lang.

## Lebensweise
Die Rote Wollbeutelratte ist nachtaktiv, einzelgängerisch und kommt in feuchten Wäldern, Trockenwäldern, Galeriewälder und baumbestandenen Savannen vor und hält sich für gewöhnlich auf Sträuchern und auf Bäumen in Höhen von 5 bis 15 Metern über dem Erdboden auf. Sie ernährt sich vor allem von Früchten und von anderem pflanzlichen Material. Bei Magenuntersuchungen wurden Feigensamen, und Überreste von Ameisenbäumen (Cecropia), Nachtschattengewächsen und Pfeffer (Piper) gefunden. Außerdem werden Kleintiere verzehrt, darunter Käferlarven, Schmetterlinge, Hautflügler und kleine Wirbeltiere. Da die Beutelratten auch Nektar zu sich nehmen, fungieren sie auch als Bestäuber von Pflanzen. Die Fortpflanzung ist bisher kaum erforscht worden. Weibchen mit Jungtieren im Beutel, üblicherweise sind es drei, wurden im März, Juli, August und Dezember gefunden.

## Unterarten
Es werden fünf Unterarten unterschieden:
- Caluromys lanatus lanatus, im östlichen Paraguay, südlichen Brasilien und in der argentinischen Provinz Misiones.
- Caluromys lanatus nattereri, in den brasilianischen Bundesstaaten Mato Grosso, Mato Grosso do Sul und im angrenzenden Bolivien.
- Caluromys lanatus ochropus, im südlichen Venezuela und westlichen Brasilien.
- Caluromys lanatus ornatus, im südlichen Kolumbien und im ostandinen Ecuador, Peru und Bolivien.
- Caluromys lanatus vitalinus, in den brasilianischen Bundesstaaten Minas Gerais, Espírito Santo und São Paulo.

## Gefährdung
Die IUCN schätzt den Bestand der Art als nicht gefährdet (Least Concern) ein.